# 고구려 왕실
고구려 왕실(王室)은 고구려의 왕실로, 성씨는 고씨(高氏)이다.

## 계보
| 해모수왕 解慕漱王                         |                                           |                                           |                                           |                                           |                                           |  |  |                                              |                                              |                                              |                                              |                                              |                                              |  |  |                                                         |                                                         |                                                         |                                                         |                                                         |                                                         |  |  |                                      |           |           |           |           |           |  |  |  |  |  |  |  |  |  |  |  |  |  |  |  |  |  |  |  |  |  |  |  |  |  |  |  |  |  |  |
|                                           |                                           |                                           |                                           |                                           |                                           |  |  |                                              |                                              |                                              |                                              |                                              |                                              |  |  |                                                         |                                                         |                                                         |                                                         |                                                         |                                                         |  |  |                                      |           |           |           |           |           |  |  |  |  |  |  |  |  |  |  |  |  |  |  |  |  |  |  |  |  |  |  |  |  |  |  |  |  |  |  |
|                                           |                                           |                                           |                                           |                                           |                                           |  |  |                                              |                                              |                                              |                                              |                                              |                                              |  |  |                                                         |                                                         |                                                         |                                                         |                                                         |                                                         |  |  |                                      |           |           |           |           |           |  |  |  |  |  |  |  |  |  |  |  |  |  |  |  |  |  |  |  |  |  |  |  |  |  |  |  |  |  |  |
| 해부루왕 解扶婁王                         |                                           |                                           |                                           |                                           |                                           |  |  |                                              |                                              |                                              |                                              |                                              |                                              |  |  |                                                         |                                                         |                                                         |                                                         |                                                         |                                                         |  |  |                                      |           |           |           |           |           |  |  |  |  |  |  |  |  |  |  |  |  |  |  |  |  |  |  |  |  |  |  |  |  |  |  |  |  |  |  |
|                                           |                                           |                                           |                                           |                                           |                                           |  |  |                                              |                                              |                                              |                                              |                                              |                                              |  |  |                                                         |                                                         |                                                         |                                                         |                                                         |                                                         |  |  |                                      |           |           |           |           |           |  |  |  |  |  |  |  |  |  |  |  |  |  |  |  |  |  |  |  |  |  |  |  |  |  |  |  |  |  |  |
| 금와왕 金蛙王                             | 금와왕 金蛙王                             | 금와왕 金蛙王                             | 금와왕 金蛙王                             | 금와왕 金蛙王                             | 금와왕 金蛙王                             |  |  |                                              |                                              |                                              |                                              |                                              |                                              |  |  | 1 동명성왕 추모 東明聖王 鄒牟 기원전 37년 ~ 기원전 19년 | 1 동명성왕 추모 東明聖王 鄒牟 기원전 37년 ~ 기원전 19년 | 1 동명성왕 추모 東明聖王 鄒牟 기원전 37년 ~ 기원전 19년 | 1 동명성왕 추모 東明聖王 鄒牟 기원전 37년 ~ 기원전 19년 | 1 동명성왕 추모 東明聖王 鄒牟 기원전 37년 ~ 기원전 19년 | 1 동명성왕 추모 東明聖王 鄒牟 기원전 37년 ~ 기원전 19년 |  |  |                                      |           |           |           |           |           |  |  |  |  |  |  |  |  |  |  |  |  |  |  |  |  |  |  |  |  |  |  |  |  |  |  |  |  |  |  |
| 금와왕 金蛙王                             | 금와왕 金蛙王                             | 금와왕 金蛙王                             | 금와왕 金蛙王                             | 금와왕 金蛙王                             | 금와왕 金蛙王                             |  |  |                                              |                                              |                                              |                                              |                                              |                                              |  |  | 1 동명성왕 추모 東明聖王 鄒牟 기원전 37년 ~ 기원전 19년 | 1 동명성왕 추모 東明聖王 鄒牟 기원전 37년 ~ 기원전 19년 | 1 동명성왕 추모 東明聖王 鄒牟 기원전 37년 ~ 기원전 19년 | 1 동명성왕 추모 東明聖王 鄒牟 기원전 37년 ~ 기원전 19년 | 1 동명성왕 추모 東明聖王 鄒牟 기원전 37년 ~ 기원전 19년 | 1 동명성왕 추모 東明聖王 鄒牟 기원전 37년 ~ 기원전 19년 |  |  |                                      |           |           |           |           |           |  |  |  |  |  |  |  |  |  |  |  |  |  |  |  |  |  |  |  |  |  |  |  |  |  |  |  |  |  |  |
|                                           |                                           |                                           |                                           |                                           |                                           |  |  |                                              |                                              |                                              |                                              |                                              |                                              |  |  |                                                         |                                                         |                                                         |                                                         |                                                         |                                                         |  |  |                                      |           |           |           |           |           |  |  |  |  |  |  |  |  |  |  |  |  |  |  |  |  |  |  |  |  |  |  |  |  |  |  |  |  |  |  |
| 대소왕 帶素王                             | 대소왕 帶素王                             | 대소왕 帶素王                             | 대소왕 帶素王                             | 대소왕 帶素王                             | 대소왕 帶素王                             |  |  | 갈사왕 曷思王                                | 갈사왕 曷思王                                | 갈사왕 曷思王                                | 갈사왕 曷思王                                | 갈사왕 曷思王                                | 갈사왕 曷思王                                |  |  | 2 유리명왕 유리 琉璃明王 類利 기원전 19년 ~ 기원후 18년 | 2 유리명왕 유리 琉璃明王 類利 기원전 19년 ~ 기원후 18년 | 2 유리명왕 유리 琉璃明王 類利 기원전 19년 ~ 기원후 18년 | 2 유리명왕 유리 琉璃明王 類利 기원전 19년 ~ 기원후 18년 | 2 유리명왕 유리 琉璃明王 類利 기원전 19년 ~ 기원후 18년 | 2 유리명왕 유리 琉璃明王 類利 기원전 19년 ~ 기원후 18년 |  |  |                                      |           |           |           |           |           |  |  |  |  |  |  |  |  |  |  |  |  |  |  |  |  |  |  |  |  |  |  |  |  |  |  |  |  |  |  |
| 대소왕 帶素王                             | 대소왕 帶素王                             | 대소왕 帶素王                             | 대소왕 帶素王                             | 대소왕 帶素王                             | 대소왕 帶素王                             |  |  | 갈사왕 曷思王                                | 갈사왕 曷思王                                | 갈사왕 曷思王                                | 갈사왕 曷思王                                | 갈사왕 曷思王                                | 갈사왕 曷思王                                |  |  | 2 유리명왕 유리 琉璃明王 類利 기원전 19년 ~ 기원후 18년 | 2 유리명왕 유리 琉璃明王 類利 기원전 19년 ~ 기원후 18년 | 2 유리명왕 유리 琉璃明王 類利 기원전 19년 ~ 기원후 18년 | 2 유리명왕 유리 琉璃明王 類利 기원전 19년 ~ 기원후 18년 | 2 유리명왕 유리 琉璃明王 類利 기원전 19년 ~ 기원후 18년 | 2 유리명왕 유리 琉璃明王 類利 기원전 19년 ~ 기원후 18년 |  |  |                                      |           |           |           |           |           |  |  |  |  |  |  |  |  |  |  |  |  |  |  |  |  |  |  |  |  |  |  |  |  |  |  |  |  |  |  |
|                                           |                                           |                                           |                                           |                                           |                                           |  |  |                                              |                                              |                                              |                                              |                                              |                                              |  |  |                                                         |                                                         |                                                         |                                                         |                                                         |                                                         |  |  |                                      |           |           |           |           |           |  |  |  |  |  |  |  |  |  |  |  |  |  |  |  |  |  |  |  |  |  |  |  |  |  |  |  |  |  |  |
| 3 대무신왕 무휼 大武神王 武恤 18년 ~ 44년 | 3 대무신왕 무휼 大武神王 武恤 18년 ~ 44년 | 3 대무신왕 무휼 大武神王 武恤 18년 ~ 44년 | 3 대무신왕 무휼 大武神王 武恤 18년 ~ 44년 | 3 대무신왕 무휼 大武神王 武恤 18년 ~ 44년 | 3 대무신왕 무휼 大武神王 武恤 18년 ~ 44년 |  |  | 4 민중왕 해색주 閔中王 解色朱 44년 ~ 48년    | 4 민중왕 해색주 閔中王 解色朱 44년 ~ 48년    | 4 민중왕 해색주 閔中王 解色朱 44년 ~ 48년    | 4 민중왕 해색주 閔中王 解色朱 44년 ~ 48년    | 4 민중왕 해색주 閔中王 解色朱 44년 ~ 48년    | 4 민중왕 해색주 閔中王 解色朱 44년 ~ 48년    |  |  | 재사 再思                                               | 재사 再思                                               | 재사 再思                                               | 재사 再思                                               | 재사 再思                                               | 재사 再思                                               |  |  |                                      |           |           |           |           |           |  |  |  |  |  |  |  |  |  |  |  |  |  |  |  |  |  |  |  |  |  |  |  |  |  |  |  |  |  |  |
| 3 대무신왕 무휼 大武神王 武恤 18년 ~ 44년 | 3 대무신왕 무휼 大武神王 武恤 18년 ~ 44년 | 3 대무신왕 무휼 大武神王 武恤 18년 ~ 44년 | 3 대무신왕 무휼 大武神王 武恤 18년 ~ 44년 | 3 대무신왕 무휼 大武神王 武恤 18년 ~ 44년 | 3 대무신왕 무휼 大武神王 武恤 18년 ~ 44년 |  |  | 4 민중왕 해색주 閔中王 解色朱 44년 ~ 48년    | 4 민중왕 해색주 閔中王 解色朱 44년 ~ 48년    | 4 민중왕 해색주 閔中王 解色朱 44년 ~ 48년    | 4 민중왕 해색주 閔中王 解色朱 44년 ~ 48년    | 4 민중왕 해색주 閔中王 解色朱 44년 ~ 48년    | 4 민중왕 해색주 閔中王 解色朱 44년 ~ 48년    |  |  | 재사 再思                                               | 재사 再思                                               | 재사 再思                                               | 재사 再思                                               | 재사 再思                                               | 재사 再思                                               |  |  |                                      |           |           |           |           |           |  |  |  |  |  |  |  |  |  |  |  |  |  |  |  |  |  |  |  |  |  |  |  |  |  |  |  |  |  |  |
| 5 모본왕 해우 慕本王 解憂 48년 ~ 53년     | 5 모본왕 해우 慕本王 解憂 48년 ~ 53년     | 5 모본왕 해우 慕本王 解憂 48년 ~ 53년     | 5 모본왕 해우 慕本王 解憂 48년 ~ 53년     | 5 모본왕 해우 慕本王 解憂 48년 ~ 53년     | 5 모본왕 해우 慕本王 解憂 48년 ~ 53년     |  |  |                                              |                                              |                                              |                                              |                                              |                                              |  |  | 6 태조대왕 궁 太祖大王 宮 53년 ~ 146년                  | 6 태조대왕 궁 太祖大王 宮 53년 ~ 146년                  | 6 태조대왕 궁 太祖大王 宮 53년 ~ 146년                  | 6 태조대왕 궁 太祖大王 宮 53년 ~ 146년                  | 6 태조대왕 궁 太祖大王 宮 53년 ~ 146년                  | 6 태조대왕 궁 太祖大王 宮 53년 ~ 146년                  |  |  |                                      |           |           |           |           |           |  |  |  |  |  |  |  |  |  |  |  |  |  |  |  |  |  |  |  |  |  |  |  |  |  |  |  |  |  |  |
| 5 모본왕 해우 慕本王 解憂 48년 ~ 53년     | 5 모본왕 해우 慕本王 解憂 48년 ~ 53년     | 5 모본왕 해우 慕本王 解憂 48년 ~ 53년     | 5 모본왕 해우 慕本王 解憂 48년 ~ 53년     | 5 모본왕 해우 慕本王 解憂 48년 ~ 53년     | 5 모본왕 해우 慕本王 解憂 48년 ~ 53년     |  |  |                                              |                                              |                                              |                                              |                                              |                                              |  |  | 6 태조대왕 궁 太祖大王 宮 53년 ~ 146년                  | 6 태조대왕 궁 太祖大王 宮 53년 ~ 146년                  | 6 태조대왕 궁 太祖大王 宮 53년 ~ 146년                  | 6 태조대왕 궁 太祖大王 宮 53년 ~ 146년                  | 6 태조대왕 궁 太祖大王 宮 53년 ~ 146년                  | 6 태조대왕 궁 太祖大王 宮 53년 ~ 146년                  |  |  |                                      |           |           |           |           |           |  |  |  |  |  |  |  |  |  |  |  |  |  |  |  |  |  |  |  |  |  |  |  |  |  |  |  |  |  |  |
|                                           |                                           |                                           |                                           |                                           |                                           |  |  |                                              |                                              |                                              |                                              |                                              |                                              |  |  |                                                         |                                                         |                                                         |                                                         |                                                         |                                                         |  |  |                                      |           |           |           |           |           |  |  |  |  |  |  |  |  |  |  |  |  |  |  |  |  |  |  |  |  |  |  |  |  |  |  |  |  |  |  |
|                                           |                                           |                                           |                                           |                                           |                                           |  |  | 7 차대왕 수성 次大王 遂成 146년 ~ 165년      | 7 차대왕 수성 次大王 遂成 146년 ~ 165년      | 7 차대왕 수성 次大王 遂成 146년 ~ 165년      | 7 차대왕 수성 次大王 遂成 146년 ~ 165년      | 7 차대왕 수성 次大王 遂成 146년 ~ 165년      | 7 차대왕 수성 次大王 遂成 146년 ~ 165년      |  |  | 8 신대왕 백고 新大王 伯固 165년 ~ 179년                 | 8 신대왕 백고 新大王 伯固 165년 ~ 179년                 | 8 신대왕 백고 新大王 伯固 165년 ~ 179년                 | 8 신대왕 백고 新大王 伯固 165년 ~ 179년                 | 8 신대왕 백고 新大王 伯固 165년 ~ 179년                 | 8 신대왕 백고 新大王 伯固 165년 ~ 179년                 |  |  |                                      |           |           |           |           |           |  |  |  |  |  |  |  |  |  |  |  |  |  |  |  |  |  |  |  |  |  |  |  |  |  |  |  |  |  |  |
|                                           |                                           |                                           |                                           |                                           |                                           |  |  | 7 차대왕 수성 次大王 遂成 146년 ~ 165년      | 7 차대왕 수성 次大王 遂成 146년 ~ 165년      | 7 차대왕 수성 次大王 遂成 146년 ~ 165년      | 7 차대왕 수성 次大王 遂成 146년 ~ 165년      | 7 차대왕 수성 次大王 遂成 146년 ~ 165년      | 7 차대왕 수성 次大王 遂成 146년 ~ 165년      |  |  | 8 신대왕 백고 新大王 伯固 165년 ~ 179년                 | 8 신대왕 백고 新大王 伯固 165년 ~ 179년                 | 8 신대왕 백고 新大王 伯固 165년 ~ 179년                 | 8 신대왕 백고 新大王 伯固 165년 ~ 179년                 | 8 신대왕 백고 新大王 伯固 165년 ~ 179년                 | 8 신대왕 백고 新大王 伯固 165년 ~ 179년                 |  |  |                                      |           |           |           |           |           |  |  |  |  |  |  |  |  |  |  |  |  |  |  |  |  |  |  |  |  |  |  |  |  |  |  |  |  |  |  |
|                                           |                                           |                                           |                                           |                                           |                                           |  |  |                                              |                                              |                                              |                                              |                                              |                                              |  |  |                                                         |                                                         |                                                         |                                                         |                                                         |                                                         |  |  |                                      |           |           |           |           |           |  |  |  |  |  |  |  |  |  |  |  |  |  |  |  |  |  |  |  |  |  |  |  |  |  |  |  |  |  |  |
|                                           |                                           |                                           |                                           |                                           |                                           |  |  | 9 고국천왕 남무 故國川王 男武 179년 ~ 197년  | 9 고국천왕 남무 故國川王 男武 179년 ~ 197년  | 9 고국천왕 남무 故國川王 男武 179년 ~ 197년  | 9 고국천왕 남무 故國川王 男武 179년 ~ 197년  | 9 고국천왕 남무 故國川王 男武 179년 ~ 197년  | 9 고국천왕 남무 故國川王 男武 179년 ~ 197년  |  |  | 10 산상왕 연우 山上王 延優 197년 ~ 227년                | 10 산상왕 연우 山上王 延優 197년 ~ 227년                | 10 산상왕 연우 山上王 延優 197년 ~ 227년                | 10 산상왕 연우 山上王 延優 197년 ~ 227년                | 10 산상왕 연우 山上王 延優 197년 ~ 227년                | 10 산상왕 연우 山上王 延優 197년 ~ 227년                |  |  |                                      |           |           |           |           |           |  |  |  |  |  |  |  |  |  |  |  |  |  |  |  |  |  |  |  |  |  |  |  |  |  |  |  |  |  |  |
|                                           |                                           |                                           |                                           |                                           |                                           |  |  | 9 고국천왕 남무 故國川王 男武 179년 ~ 197년  | 9 고국천왕 남무 故國川王 男武 179년 ~ 197년  | 9 고국천왕 남무 故國川王 男武 179년 ~ 197년  | 9 고국천왕 남무 故國川王 男武 179년 ~ 197년  | 9 고국천왕 남무 故國川王 男武 179년 ~ 197년  | 9 고국천왕 남무 故國川王 男武 179년 ~ 197년  |  |  | 10 산상왕 연우 山上王 延優 197년 ~ 227년                | 10 산상왕 연우 山上王 延優 197년 ~ 227년                | 10 산상왕 연우 山上王 延優 197년 ~ 227년                | 10 산상왕 연우 山上王 延優 197년 ~ 227년                | 10 산상왕 연우 山上王 延優 197년 ~ 227년                | 10 산상왕 연우 山上王 延優 197년 ~ 227년                |  |  |                                      |           |           |           |           |           |  |  |  |  |  |  |  |  |  |  |  |  |  |  |  |  |  |  |  |  |  |  |  |  |  |  |  |  |  |  |
|                                           |                                           |                                           |                                           |                                           |                                           |  |  |                                              |                                              |                                              |                                              |                                              |                                              |  |  | 11 동천왕 위궁 東川王 位宮 227년 ~ 248년                |                                                         |                                                         |                                                         |                                                         |                                                         |  |  |                                      |           |           |           |           |           |  |  |  |  |  |  |  |  |  |  |  |  |  |  |  |  |  |  |  |  |  |  |  |  |  |  |  |  |  |  |
|                                           |                                           |                                           |                                           |                                           |                                           |  |  |                                              |                                              |                                              |                                              |                                              |                                              |  |  |                                                         |                                                         |                                                         |                                                         |                                                         |                                                         |  |  |                                      |           |           |           |           |           |  |  |  |  |  |  |  |  |  |  |  |  |  |  |  |  |  |  |  |  |  |  |  |  |  |  |  |  |  |  |
|                                           |                                           |                                           |                                           |                                           |                                           |  |  |                                              |                                              |                                              |                                              |                                              |                                              |  |  | 12 중천왕 연불 中川王 然弗 248년 ~ 270년                |                                                         |                                                         |                                                         |                                                         |                                                         |  |  |                                      |           |           |           |           |           |  |  |  |  |  |  |  |  |  |  |  |  |  |  |  |  |  |  |  |  |  |  |  |  |  |  |  |  |  |  |
|                                           |                                           |                                           |                                           |                                           |                                           |  |  |                                              |                                              |                                              |                                              |                                              |                                              |  |  |                                                         |                                                         |                                                         |                                                         |                                                         |                                                         |  |  |                                      |           |           |           |           |           |  |  |  |  |  |  |  |  |  |  |  |  |  |  |  |  |  |  |  |  |  |  |  |  |  |  |  |  |  |  |
|                                           |                                           |                                           |                                           |                                           |                                           |  |  |                                              |                                              |                                              |                                              |                                              |                                              |  |  | 13 서천왕 약로 西川王 藥盧 270년 ~ 292년                |                                                         |                                                         |                                                         |                                                         |                                                         |  |  |                                      |           |           |           |           |           |  |  |  |  |  |  |  |  |  |  |  |  |  |  |  |  |  |  |  |  |  |  |  |  |  |  |  |  |  |  |
|                                           |                                           |                                           |                                           |                                           |                                           |  |  |                                              |                                              |                                              |                                              |                                              |                                              |  |  |                                                         |                                                         |                                                         |                                                         |                                                         |                                                         |  |  |                                      |           |           |           |           |           |  |  |  |  |  |  |  |  |  |  |  |  |  |  |  |  |  |  |  |  |  |  |  |  |  |  |  |  |  |  |
|                                           |                                           |                                           |                                           |                                           |                                           |  |  |                                              |                                              |                                              |                                              |                                              |                                              |  |  |                                                         |                                                         |                                                         |                                                         |                                                         |                                                         |  |  |                                      |           |           |           |           |           |  |  |  |  |  |  |  |  |  |  |  |  |  |  |  |  |  |  |  |  |  |  |  |  |  |  |  |  |  |  |
|                                           |                                           |                                           |                                           |                                           |                                           |  |  | 14 봉상왕 상부 烽上王 相夫 292년 ~ 300년     | 14 봉상왕 상부 烽上王 相夫 292년 ~ 300년     | 14 봉상왕 상부 烽上王 相夫 292년 ~ 300년     | 14 봉상왕 상부 烽上王 相夫 292년 ~ 300년     | 14 봉상왕 상부 烽上王 相夫 292년 ~ 300년     | 14 봉상왕 상부 烽上王 相夫 292년 ~ 300년     |  |  | 돌고 咄固                                               | 돌고 咄固                                               | 돌고 咄固                                               | 돌고 咄固                                               | 돌고 咄固                                               | 돌고 咄固                                               |  |  |                                      |           |           |           |           |           |  |  |  |  |  |  |  |  |  |  |  |  |  |  |  |  |  |  |  |  |  |  |  |  |  |  |  |  |  |  |
|                                           |                                           |                                           |                                           |                                           |                                           |  |  | 14 봉상왕 상부 烽上王 相夫 292년 ~ 300년     | 14 봉상왕 상부 烽上王 相夫 292년 ~ 300년     | 14 봉상왕 상부 烽上王 相夫 292년 ~ 300년     | 14 봉상왕 상부 烽上王 相夫 292년 ~ 300년     | 14 봉상왕 상부 烽上王 相夫 292년 ~ 300년     | 14 봉상왕 상부 烽上王 相夫 292년 ~ 300년     |  |  | 돌고 咄固                                               | 돌고 咄固                                               | 돌고 咄固                                               | 돌고 咄固                                               | 돌고 咄固                                               | 돌고 咄固                                               |  |  |                                      |           |           |           |           |           |  |  |  |  |  |  |  |  |  |  |  |  |  |  |  |  |  |  |  |  |  |  |  |  |  |  |  |  |  |  |
|                                           |                                           |                                           |                                           |                                           |                                           |  |  |                                              |                                              |                                              |                                              |                                              |                                              |  |  | 15 미천왕 을불 美川王 乙弗 300년 ~ 331년                |                                                         |                                                         |                                                         |                                                         |                                                         |  |  |                                      |           |           |           |           |           |  |  |  |  |  |  |  |  |  |  |  |  |  |  |  |  |  |  |  |  |  |  |  |  |  |  |  |  |  |  |
|                                           |                                           |                                           |                                           |                                           |                                           |  |  |                                              |                                              |                                              |                                              |                                              |                                              |  |  |                                                         |                                                         |                                                         |                                                         |                                                         |                                                         |  |  |                                      |           |           |           |           |           |  |  |  |  |  |  |  |  |  |  |  |  |  |  |  |  |  |  |  |  |  |  |  |  |  |  |  |  |  |  |
|                                           |                                           |                                           |                                           |                                           |                                           |  |  |                                              |                                              |                                              |                                              |                                              |                                              |  |  | 16 고국원왕 사유 故國原王 斯由 331년 ~ 371년            |                                                         |                                                         |                                                         |                                                         |                                                         |  |  |                                      |           |           |           |           |           |  |  |  |  |  |  |  |  |  |  |  |  |  |  |  |  |  |  |  |  |  |  |  |  |  |  |  |  |  |  |
|                                           |                                           |                                           |                                           |                                           |                                           |  |  |                                              |                                              |                                              |                                              |                                              |                                              |  |  |                                                         |                                                         |                                                         |                                                         |                                                         |                                                         |  |  |                                      |           |           |           |           |           |  |  |  |  |  |  |  |  |  |  |  |  |  |  |  |  |  |  |  |  |  |  |  |  |  |  |  |  |  |  |
|                                           |                                           |                                           |                                           |                                           |                                           |  |  |                                              |                                              |                                              |                                              |                                              |                                              |  |  |                                                         |                                                         |                                                         |                                                         |                                                         |                                                         |  |  |                                      |           |           |           |           |           |  |  |  |  |  |  |  |  |  |  |  |  |  |  |  |  |  |  |  |  |  |  |  |  |  |  |  |  |  |  |
|                                           |                                           |                                           |                                           |                                           |                                           |  |  | 17 소수림왕 구부 小獸林王 丘夫 371년 ~ 384년 | 17 소수림왕 구부 小獸林王 丘夫 371년 ~ 384년 | 17 소수림왕 구부 小獸林王 丘夫 371년 ~ 384년 | 17 소수림왕 구부 小獸林王 丘夫 371년 ~ 384년 | 17 소수림왕 구부 小獸林王 丘夫 371년 ~ 384년 | 17 소수림왕 구부 小獸林王 丘夫 371년 ~ 384년 |  |  | 18 고국양왕 이련 故國壤王 伊連 384년 ~ 391년            | 18 고국양왕 이련 故國壤王 伊連 384년 ~ 391년            | 18 고국양왕 이련 故國壤王 伊連 384년 ~ 391년            | 18 고국양왕 이련 故國壤王 伊連 384년 ~ 391년            | 18 고국양왕 이련 故國壤王 伊連 384년 ~ 391년            | 18 고국양왕 이련 故國壤王 伊連 384년 ~ 391년            |  |  |                                      |           |           |           |           |           |  |  |  |  |  |  |  |  |  |  |  |  |  |  |  |  |  |  |  |  |  |  |  |  |  |  |  |  |  |  |
|                                           |                                           |                                           |                                           |                                           |                                           |  |  | 17 소수림왕 구부 小獸林王 丘夫 371년 ~ 384년 | 17 소수림왕 구부 小獸林王 丘夫 371년 ~ 384년 | 17 소수림왕 구부 小獸林王 丘夫 371년 ~ 384년 | 17 소수림왕 구부 小獸林王 丘夫 371년 ~ 384년 | 17 소수림왕 구부 小獸林王 丘夫 371년 ~ 384년 | 17 소수림왕 구부 小獸林王 丘夫 371년 ~ 384년 |  |  | 18 고국양왕 이련 故國壤王 伊連 384년 ~ 391년            | 18 고국양왕 이련 故國壤王 伊連 384년 ~ 391년            | 18 고국양왕 이련 故國壤王 伊連 384년 ~ 391년            | 18 고국양왕 이련 故國壤王 伊連 384년 ~ 391년            | 18 고국양왕 이련 故國壤王 伊連 384년 ~ 391년            | 18 고국양왕 이련 故國壤王 伊連 384년 ~ 391년            |  |  |                                      |           |           |           |           |           |  |  |  |  |  |  |  |  |  |  |  |  |  |  |  |  |  |  |  |  |  |  |  |  |  |  |  |  |  |  |
|                                           |                                           |                                           |                                           |                                           |                                           |  |  |                                              |                                              |                                              |                                              |                                              |                                              |  |  | 19 광개토왕 담덕 廣開土王 談德 391년 ~ 412년            |                                                         |                                                         |                                                         |                                                         |                                                         |  |  |                                      |           |           |           |           |           |  |  |  |  |  |  |  |  |  |  |  |  |  |  |  |  |  |  |  |  |  |  |  |  |  |  |  |  |  |  |
|                                           |                                           |                                           |                                           |                                           |                                           |  |  |                                              |                                              |                                              |                                              |                                              |                                              |  |  |                                                         |                                                         |                                                         |                                                         |                                                         |                                                         |  |  |                                      |           |           |           |           |           |  |  |  |  |  |  |  |  |  |  |  |  |  |  |  |  |  |  |  |  |  |  |  |  |  |  |  |  |  |  |
|                                           |                                           |                                           |                                           |                                           |                                           |  |  |                                              |                                              |                                              |                                              |                                              |                                              |  |  | 20 장수왕 거련 長壽王 巨連 412년 ~ 491년                |                                                         |                                                         |                                                         |                                                         |                                                         |  |  |                                      |           |           |           |           |           |  |  |  |  |  |  |  |  |  |  |  |  |  |  |  |  |  |  |  |  |  |  |  |  |  |  |  |  |  |  |
|                                           |                                           |                                           |                                           |                                           |                                           |  |  |                                              |                                              |                                              |                                              |                                              |                                              |  |  |                                                         |                                                         |                                                         |                                                         |                                                         |                                                         |  |  |                                      |           |           |           |           |           |  |  |  |  |  |  |  |  |  |  |  |  |  |  |  |  |  |  |  |  |  |  |  |  |  |  |  |  |  |  |
|                                           |                                           |                                           |                                           |                                           |                                           |  |  |                                              |                                              |                                              |                                              |                                              |                                              |  |  | 조다 助多                                               |                                                         |                                                         |                                                         |                                                         |                                                         |  |  |                                      |           |           |           |           |           |  |  |  |  |  |  |  |  |  |  |  |  |  |  |  |  |  |  |  |  |  |  |  |  |  |  |  |  |  |  |
|                                           |                                           |                                           |                                           |                                           |                                           |  |  |                                              |                                              |                                              |                                              |                                              |                                              |  |  |                                                         |                                                         |                                                         |                                                         |                                                         |                                                         |  |  |                                      |           |           |           |           |           |  |  |  |  |  |  |  |  |  |  |  |  |  |  |  |  |  |  |  |  |  |  |  |  |  |  |  |  |  |  |
|                                           |                                           |                                           |                                           |                                           |                                           |  |  |                                              |                                              |                                              |                                              |                                              |                                              |  |  | 21 문자명왕 나운 文咨明王 羅雲 491년 ~ 519년            |                                                         |                                                         |                                                         |                                                         |                                                         |  |  |                                      |           |           |           |           |           |  |  |  |  |  |  |  |  |  |  |  |  |  |  |  |  |  |  |  |  |  |  |  |  |  |  |  |  |  |  |
|                                           |                                           |                                           |                                           |                                           |                                           |  |  |                                              |                                              |                                              |                                              |                                              |                                              |  |  |                                                         |                                                         |                                                         |                                                         |                                                         |                                                         |  |  |                                      |           |           |           |           |           |  |  |  |  |  |  |  |  |  |  |  |  |  |  |  |  |  |  |  |  |  |  |  |  |  |  |  |  |  |  |
|                                           |                                           |                                           |                                           |                                           |                                           |  |  |                                              |                                              |                                              |                                              |                                              |                                              |  |  |                                                         |                                                         |                                                         |                                                         |                                                         |                                                         |  |  |                                      |           |           |           |           |           |  |  |  |  |  |  |  |  |  |  |  |  |  |  |  |  |  |  |  |  |  |  |  |  |  |  |  |  |  |  |
|                                           |                                           |                                           |                                           |                                           |                                           |  |  | 22 안장왕 흥안 安藏王 興安 519년 ~ 531년     | 22 안장왕 흥안 安藏王 興安 519년 ~ 531년     | 22 안장왕 흥안 安藏王 興安 519년 ~ 531년     | 22 안장왕 흥안 安藏王 興安 519년 ~ 531년     | 22 안장왕 흥안 安藏王 興安 519년 ~ 531년     | 22 안장왕 흥안 安藏王 興安 519년 ~ 531년     |  |  | 23 안원왕 보연 安原王 寶延 531년 ~ 545년                | 23 안원왕 보연 安原王 寶延 531년 ~ 545년                | 23 안원왕 보연 安原王 寶延 531년 ~ 545년                | 23 안원왕 보연 安原王 寶延 531년 ~ 545년                | 23 안원왕 보연 安原王 寶延 531년 ~ 545년                | 23 안원왕 보연 安原王 寶延 531년 ~ 545년                |  |  |                                      |           |           |           |           |           |  |  |  |  |  |  |  |  |  |  |  |  |  |  |  |  |  |  |  |  |  |  |  |  |  |  |  |  |  |  |
|                                           |                                           |                                           |                                           |                                           |                                           |  |  | 22 안장왕 흥안 安藏王 興安 519년 ~ 531년     | 22 안장왕 흥안 安藏王 興安 519년 ~ 531년     | 22 안장왕 흥안 安藏王 興安 519년 ~ 531년     | 22 안장왕 흥안 安藏王 興安 519년 ~ 531년     | 22 안장왕 흥안 安藏王 興安 519년 ~ 531년     | 22 안장왕 흥안 安藏王 興安 519년 ~ 531년     |  |  | 23 안원왕 보연 安原王 寶延 531년 ~ 545년                | 23 안원왕 보연 安原王 寶延 531년 ~ 545년                | 23 안원왕 보연 安原王 寶延 531년 ~ 545년                | 23 안원왕 보연 安原王 寶延 531년 ~ 545년                | 23 안원왕 보연 安原王 寶延 531년 ~ 545년                | 23 안원왕 보연 安原王 寶延 531년 ~ 545년                |  |  |                                      |           |           |           |           |           |  |  |  |  |  |  |  |  |  |  |  |  |  |  |  |  |  |  |  |  |  |  |  |  |  |  |  |  |  |  |
|                                           |                                           |                                           |                                           |                                           |                                           |  |  |                                              |                                              |                                              |                                              |                                              |                                              |  |  | 24 양원왕 평성 陽原王 平成 545년 ~ 559년                |                                                         |                                                         |                                                         |                                                         |                                                         |  |  |                                      |           |           |           |           |           |  |  |  |  |  |  |  |  |  |  |  |  |  |  |  |  |  |  |  |  |  |  |  |  |  |  |  |  |  |  |
|                                           |                                           |                                           |                                           |                                           |                                           |  |  |                                              |                                              |                                              |                                              |                                              |                                              |  |  |                                                         |                                                         |                                                         |                                                         |                                                         |                                                         |  |  |                                      |           |           |           |           |           |  |  |  |  |  |  |  |  |  |  |  |  |  |  |  |  |  |  |  |  |  |  |  |  |  |  |  |  |  |  |
|                                           |                                           |                                           |                                           |                                           |                                           |  |  |                                              |                                              |                                              |                                              |                                              |                                              |  |  | 25 평원왕 양성 平原王 陽成 559년 ~ 590년                |                                                         |                                                         |                                                         |                                                         |                                                         |  |  |                                      |           |           |           |           |           |  |  |  |  |  |  |  |  |  |  |  |  |  |  |  |  |  |  |  |  |  |  |  |  |  |  |  |  |  |  |
|                                           |                                           |                                           |                                           |                                           |                                           |  |  |                                              |                                              |                                              |                                              |                                              |                                              |  |  |                                                         |                                                         |                                                         |                                                         |                                                         |                                                         |  |  |                                      |           |           |           |           |           |  |  |  |  |  |  |  |  |  |  |  |  |  |  |  |  |  |  |  |  |  |  |  |  |  |  |  |  |  |  |
|                                           |                                           |                                           |                                           |                                           |                                           |  |  |                                              |                                              |                                              |                                              |                                              |                                              |  |  |                                                         |                                                         |                                                         |                                                         |                                                         |                                                         |  |  |                                      |           |           |           |           |           |  |  |  |  |  |  |  |  |  |  |  |  |  |  |  |  |  |  |  |  |  |  |  |  |  |  |  |  |  |  |
|                                           |                                           |                                           |                                           |                                           |                                           |  |  | 26 영양왕 원 嬰陽王 元 590년 ~ 618년         | 26 영양왕 원 嬰陽王 元 590년 ~ 618년         | 26 영양왕 원 嬰陽王 元 590년 ~ 618년         | 26 영양왕 원 嬰陽王 元 590년 ~ 618년         | 26 영양왕 원 嬰陽王 元 590년 ~ 618년         | 26 영양왕 원 嬰陽王 元 590년 ~ 618년         |  |  | 27 영류왕 건무 榮留王 建武 618년 ~ 642년                | 27 영류왕 건무 榮留王 建武 618년 ~ 642년                | 27 영류왕 건무 榮留王 建武 618년 ~ 642년                | 27 영류왕 건무 榮留王 建武 618년 ~ 642년                | 27 영류왕 건무 榮留王 建武 618년 ~ 642년                | 27 영류왕 건무 榮留王 建武 618년 ~ 642년                |  |  | 대양 大陽                            | 대양 大陽 | 대양 大陽 | 대양 大陽 | 대양 大陽 | 대양 大陽 |  |  |  |  |  |  |  |  |  |  |  |  |  |  |  |  |  |  |  |  |  |  |  |  |  |  |  |  |  |  |
|                                           |                                           |                                           |                                           |                                           |                                           |  |  | 26 영양왕 원 嬰陽王 元 590년 ~ 618년         | 26 영양왕 원 嬰陽王 元 590년 ~ 618년         | 26 영양왕 원 嬰陽王 元 590년 ~ 618년         | 26 영양왕 원 嬰陽王 元 590년 ~ 618년         | 26 영양왕 원 嬰陽王 元 590년 ~ 618년         | 26 영양왕 원 嬰陽王 元 590년 ~ 618년         |  |  | 27 영류왕 건무 榮留王 建武 618년 ~ 642년                | 27 영류왕 건무 榮留王 建武 618년 ~ 642년                | 27 영류왕 건무 榮留王 建武 618년 ~ 642년                | 27 영류왕 건무 榮留王 建武 618년 ~ 642년                | 27 영류왕 건무 榮留王 建武 618년 ~ 642년                | 27 영류왕 건무 榮留王 建武 618년 ~ 642년                |  |  | 대양 大陽                            | 대양 大陽 | 대양 大陽 | 대양 大陽 | 대양 大陽 | 대양 大陽 |  |  |  |  |  |  |  |  |  |  |  |  |  |  |  |  |  |  |  |  |  |  |  |  |  |  |  |  |  |  |
|                                           |                                           |                                           |                                           |                                           |                                           |  |  |                                              |                                              |                                              |                                              |                                              |                                              |  |  |                                                         |                                                         |                                                         |                                                         |                                                         |                                                         |  |  | 28 보장왕 장 寶藏王 藏 642년 ~ 668년 |           |           |           |           |           |  |  |  |  |  |  |  |  |  |  |  |  |  |  |  |  |  |  |  |  |  |  |  |  |  |  |  |  |  |  |

### 부여 선조계
- 조부 : 천제
  - 부 : 해모수왕
    - 국왕 : 동명성왕
    - 동생이자 양조부 : 해부루왕
      - 조카이자 양부 : 금와왕
        - 종손이자 양형제 : 대소왕

### 동명성왕
- 아버지 : 해모수(高慕漱) 《삼국사기》(三國史記)에는 해모수왕(解慕漱王)이 아버지로 등장, 광개토왕릉비(廣開土王陵碑)에는 천제(天帝)의 아들)
- 어머니 : 하유화(河柳花,? ~24)
  - 국왕 : 동명성왕(東明聖王, 58~19 재위:37~19) 고구려의 초대 국왕
  - 왕후 : 예랑 고구려 건국 이전에 동명성왕이 맞이한 첫번째 부인이다.
    - 아들 : 유리명왕(瑠璃明王, 38~18 재위:19~18) 고구려의 2대 국왕
    - 며느리: 송씨부인 다물후(多勿侯) 송양(松讓)의 딸

  - 왕후 : 소서노(召西奴, 66~6) 졸본부여의 왕족이자 동명왕과 결혼하여 왕후(王后)가 되었다.
    - 양자 : 비류 - 미추홀국 국왕
    - 양자 : 온조왕 - 백제의 1대 국왕

### 유리명왕
- 부왕 : 동명성왕(東明聖王, 58~19 재위:37~19) 고구려 초대 국왕이다.
- 모후 : 예씨 부인(禮氏 夫人)
- 국왕 : 유리명왕(瑠璃明王, 기원전 38~서기 18 재위:기원전 19~서기 18) 고구려 2대 국왕이다.
- 왕비 : 왕후 송씨(王后 松氏) - 두곡(豆谷) 사람 다물후(多勿侯) 송양(松讓)의 딸이다. 기원전 17년에 사망하였다고 했으나 사실이 아닐 가능성이 높다.
  - 장남 : 도절(都切, ? ~ 서기 1) - 첫 번째 태자.
  - 차남 : 해명(解明, ?~9) - 두 번째 태자.
  - 3남  : 무휼(無恤. 4~44) - 서기 18년 음력 10월, 대무신왕(大武神王)으로 즉위하였다.
  - 며느리 : 해씨 부인(解氏夫人)
    - 손자 : 호동(好童, ? ~32)

  - 며느리 : 왕후 대실씨(王后 大室氏)
    - 손자 : 모본왕(慕本王, ? ~53, 재위:48~53)

  - 4남 : 해색주(解色朱, ? ~48) - 민중왕으로 즉위하였다.
- 후궁 : 화희(禾姬) - 골천(鶻川) 사람의 딸
- 후궁 : 치희(雉姬) - 한나라 출신
- 왕비 : 왕후 위씨(王后 位氏) - 국내(國內) 사람의 딸
  - 5남 : 여진(如津, ? ~18)
- 후궁 : 극씨(克氏)
  - 아들 : 재사(再思)[1] - 제6대 태조왕의 아버지이다.

### 대무신왕
- 조부 : 동명성왕(東明聖王, 58~19 재위:37~19)
- 조모 : 예씨 부인(禮氏夫人)
- 부왕 : 유리명왕(瑠璃明王, 38~18년 재위:19~18)
- 모후 : 왕비 송씨(王妃 松氏, ? ~17)
  - 형 : 도절(都切, ? ~1) 태자(太子)
  - 형 : 해명(解明, 12~9) 태자(太子)
  - 동생 : 여진(如津, ? ~18)
  - 동생 : 해색주(解色朱, ? ~48) 민중왕으로 즉위하였다.
  - 동생 : 재사(再思)[2] - 태조대왕의 아버지이다.
  - 왕비 : 대실씨
    - 아들 : 모본왕(慕本王, ? ~53, 재위:48~53)
      - 손자 : 고익(高翊)

  - 왕비 : 태후 해씨(太后 解氏, 解演) - 갈사부여 갈사왕의 손녀
    - 아들 : 호동(好童, ? ~32) - 낙랑공주와의 사랑이야기가 전해진다. 원비의 모함으로 자살한다.
    - 맏며느리 : 낙랑공주(樂浪公主, ? ~32년)
    - 의붓아들 : 태조대왕(太祖大王, 47~165 재위:53~146)
    - 처남 : 도두왕(都頭王)

### 민중왕
- 부왕 또는 조부 : 유리명왕(瑠璃明王)
  - 모후 또는 조모 :왕후 송씨(王后 松氏) - 다물후(多勿侯) 송양(松讓)의 딸이다.
    - 형 또는 백부 :도절(都切, ? ~ 서기 1년) - 첫 번째 태자.

  - 모후 또는 조모 : 왕후 송씨(王后 松氏) - 왕후 송씨가 기원전 17년에 사망하였으므로, 아래의 아들들은 또다른 송씨 부인으로부터 태어난 것으로 추정된다.
    - 형 또는 백부 : 해명(解明, 기원전 12년 ~ 서기 9년) - 두 번째 태자.
    - 형 또는 아버지 : 무휼(無恤. 서기 4년 ~ 서기 44년) - 서기 18년 음력 10월, 대무신왕(大武神王)으로 즉위하였다.
    - 형수 또는 어머니 : 해씨부인(解氏夫人)
      - 조카 또는 형 : 호동왕자
      - 조카며느리 또는 형수 : 낙랑공주

    - 형수 또는 어머니 : 왕후 송씨
      - 조카 또는 형 : 모본왕, 일연은 모본왕이 민중왕의 형이라 기록하였다.

    - 형 또는 숙부 : 여진(如津, ? ~ 서기 18년) - 서기 18년 여름 음력 4월, 물에 빠져 죽었다. 여진의 죽음에 유리명왕은 크게 슬퍼하여 시체를 찾았으며, 시체를 찾은 사람에게 금 10근과 밭 10경을 상으로 내렸다.
    - 아우 또는 숙부 :재사(再思, ? ~ ?[3]) - 제6대 태조왕의 아버지이다.
      - 조카 또는 사촌동생 : 태조대왕

### 모본왕
- 조부 : 유리명왕(瑠璃明王, 38~18 재위:19~18) 고구려 2대 국왕이다.
- 조모 : 왕후 송씨(王后 松氏) - 다물후(多勿侯) 송양(松讓)의 딸이다.
  - 부왕 : 대무신왕(大武神王, 4년~44년)은 고구려의 제3대 왕(재위 : 18년~44년)
  - 모후 : 성씨 미상
    - 이복형 : 호동(好童, ? ~32년) 낙랑공주와의 사랑이야기가 전해진다. 원비의 모함으로 자살한다.
    - 이복형수 : 낙랑공주(樂浪公主, ? ~32년)
    - 숙부 또는 형 : 민중왕(閔中王, ? ~ 48년)
    - 국왕 : 모본왕(慕本王, ? ~53년, 재위:48년~53년)
    - 왕비 : 성씨 미상
      - 아들 : 고익(高翊) - 태자 책봉 이외의 기록은 없다.

### 태조왕
- 조부 : 유리명왕
- 조모 : 왕후 송씨
- 부친 : 고재사 (高再思) - 유리명왕의 아들 또는 모둔곡의 호족으로, 고추가(古鄒加)의 직위에 있었으며 모본왕 사후에 왕으로 추대되었으나 나이가 많아 사양하고 아들 태조대왕에게 왕위를 잇게 했다.
- 양부 : 대무신왕
- 모친 : 태후 해씨(太后)
  - 이부형제 : 호동
  - 이부형수 : 낙랑공주, 낙랑군 태수 최리(崔理)의 딸
  - 이부이복형제 : 모본왕
  - 국왕 : 태조대왕(太祖大王)
  - 왕비
    - 아들 : 막근(莫勤, ? - 148년) - 146년에 있었던 차대왕의 왕위 찬탈 이후 살해당한다.
    - 아들 : 막덕(莫德, ? - 148년)

  - 왕비 또는 서모
    - 아들 : 차대왕(次大王, 71년 ~ 165년)
    - 아들 : 신대왕(新大王, 89년 ~ 179년)
    - 아들 : 고인고(高仁固)

### 차대왕
- 형 혹은 아버지 : 태조왕 - 《삼국사기》에는 차대왕의 형으로 전해지지만, 《후한서》에는 차대왕의 아버지로 기록되어 있다.
- 왕후 : 미상
  - 아들 : 고추안(高鄒安) - 차대왕의 아들이다. 명림답부에 의해 차대왕이 살해되고 신대왕이 왕위에 오르자, 궁궐을 빠져나가 몸을 숨겼다. 신대왕이 즉위 후, 대사면령을 내리자 신대왕을 찾아가 살려줄 것을 청하였다. 이에 신대왕은 그를 사면하고, 양국군에 봉했다. 그 이후 삶은 전해지지 않는다.

### 신대왕
- 이복 형 혹은 아버지 혹은 할아버지 : 태조왕
- 이복 형 혹은 아버지 : 차대왕
  - 장남 : 고남무(高男武) - 고국천왕
  - 차남 : 고발기(高發岐) - 어리석다고 하여 태자로 책봉되지 못하였다. 이후 왕위 계승 분쟁을 일으켰다가 자살하였다.
  - 3남 : 고연우(高延優) - 산상왕
  - 4남 : 고계수(高罽須) - 신대왕의 막내아들로, 형인 고국천왕과 산상왕 시대에 장수로서 활약했다.

### 고국천왕
- 부왕 : 신대왕
  - 왕후 : 왕후 우씨(王后 于氏) - 제나부(提那部, 椽那部) 우소(于素)의 딸. 동생 산상왕과 재혼을 한다.

### 산상왕
- 부왕 : 신대왕
  - 왕후 : 왕후 우씨(于氏, ? ~ 234년) - 우소(于素)의 딸. 고국천왕과 산상왕의 부인이다. 유언으로 산상왕릉 곁에 묻혔다.
  - 후궁 : 소후(小后, ? ~ ?) - 주통촌 출신의 평민 여인.
    - 아들 : 고우위거(高憂位居) - 제 11대왕 동천왕이 된다.

### 동천왕
- 조부: 신대왕(新大王)
- 부왕: 산상왕(山上王, ? ~227, 재위 197~227)
- 모친: 주촌 용녀, 관노부(灌奴部) 주통촌(酒桶村) 출신의 산상왕 소비(小妃)
  - 아들: 고연불(高然弗) - 제12대 왕 중천왕이 된다.
  - 아들: 고예물(高預物, ? - 248) - 중천왕의 동생으로 248년에 반란을 일으켰다가 살해된다.
  - 아들: 고사구(高奢句, ? - 248) - 중천왕의 동생으로 248년에 반란을 일으켰다가 살해된다.
  - 후궁: 미상 - 《삼국사기》 동천왕 19년 3월 동해(東海) 사람이 미녀를 왕에게 바친다. 동천왕은 그녀를 후궁으로 받아 들었다.' 부분.

### 중천왕
- 부왕: 동천왕
  - 왕후: 왕후 연씨(王后 椽氏) - 연나부(椽那部) 출신으로 추정된다.
    - 아들: 이름 미상 - 중천왕의 맏아들로 자세한 기록은 없다. 서천왕이 둘째 아들이라는 기록으로 존재를 알 수 있을 뿐이다.
    - 아들: 고약로(高藥盧) - 제 13대 왕 서천왕이 된다.
    - 아들: 고달가(高達賈) - 안국군(安國君)으로 책봉되고, 280년에 숙신을 정벌하였다. 인덕이 많아 따르는 사람이 많았으나, 이 때문에 조카 봉상왕(烽上王)에게 시기를 당했다. 292년에 왕위에 오른 봉상왕에게 살해되었다.
    - 아들: 고일우(高逸友) - 286년에 모반을 획책하기 위해 병을 핑계로 지방을 돌아다니며 세력을 모은다. 서천왕이 그들을 국상에 임명한다는 명을 듣고 도성인 평양으로 찾아갔으나, 서천왕에게 살해당하였다.
    - 아들: 고소발(高素勃) - 일우와 같이 세력을 모아 모반을 획책하려했다 하여 서천왕에게 살해당하였다.
    - 공주: 미상
      - 사위: 명림홀도(明臨笏覩) - 연나부 출신으로 256년에 중천왕의 사위가 되었다.

  - 후궁: 관나부인(貫那夫人) - 관나부(貫那部) 출신으로 중천왕의 측실이다. 왕후 연씨(王后 椽氏)를 투기하여 모함을 하였다가 들통나 자신이 모함한 방법대로 처형되었다.

### 서천왕
- 부왕 : 중천왕
- 모후 : 왕후 연씨(王后 椽氏)
  - 왕후 : 왕후 우씨(王后 于氏) - 서부(西部) 대사자(大使者) 우수(于漱)의 딸이다. 271년에 왕후에 간택되었다.
    - 아들 : 고상부(高相夫) - 제 14대 왕 봉상왕이 된다.
    - 아들 : 고돌고(高咄固, ? ~ 293년) - 293년에 봉상왕이 역모죄를 씌워 자결토록 하였다. 돌고의 아들 을불(乙弗)은 창조리(倉助利)의 반란으로 봉상왕이 제거된 후, 미천왕으로 등극한다.
      - 손자 : 고을불(高乙弗) - 제 15대 왕 미천왕이 된다.

### 봉상왕
- 부왕 : 서천왕
- 모후 : 왕후 우씨(王后 于氏) - 우수(于漱)의 딸이다.
  - 아들 : 장남, 차남 - 아버지 봉상왕과 함께 목을 매 자결하였다.

### 미천왕
- 조부 : 서천왕(西川王, ? ~292, 재위:270~292)
- 조모 : 왕후 우씨(王后 于氏) - 서부(西部) 대사자(大使者) 우수(于漱)의 딸이다. 271년에 왕후에 간택되었다.
  - 아버지 : 고추가(古鄒加) 고돌고(高咄固, ? ~293)
  - 어머니 : ?
    - 왕비 : 왕후 주씨(王后 周氏) - 342년에 모용황(慕容皝)에게 미천왕의 시신과 함께 포로로 끌려가 355년까지 인질로 고초를 겪었다.
      - 장남 : 고국원왕(故國原王, ? ~371, 재위:331~371) 16대 왕
      - 차남 : 고무(高武) - 342년 고국원왕의 명을 받아 연나라군과 싸웠다. 고국원왕은 패하였지만, 고무는 승리하여 연나라는 돌아갔다. 이듬해인 343년에는 고국원왕이 연나라에 보낸 사신단을 이끌고 연나라에 다녀온다.
      - 삼남 : 고림(高林)

### 고국원왕
- 부왕: 미천왕(美川王, ? ~331 재위: 300~331)
- 모후: 왕후 주씨(王后 周氏) - 342년에 모용황(慕容皝)에게 미천왕의 시신과 함께 포로로 끌려가 355년까지 인질로 고초를 겪었다.
  - 왕후: 정묘
    - 장남: 소수림왕(小獸林王, ? ~384 재위: 371~384)
    - 차남: 고국양왕(故國壤王, ? ~391 재위: 384~391)

### 소수림왕
- 부왕 : 고국원왕(故國原王, ? ~371 재위:331~371)
  - 국왕 : 소수림왕(小獸林王, ? ~384 재위:371~384)
- 왕후 : 이름 미상

### 고국양왕
- 부왕 : 고국원왕(故國原王, ? ~371 재위:331~371)
- 모후 : ?
  - 국왕 : 고국양왕(故國壤王, ? ~391 재위:384~391)
  - 왕비 :?
    - 아들 : 고담덕(高談德, 374~412?, 재위:391~412?) - 19대 국왕 광개토왕(廣開土王)이 된다.
    - 며느리 : ?

### 광개토대왕
- 부왕 : 고국양왕(故國壤王, ? ~391 재위:384~391)
- 모후 : ?
- 국왕 : 광개토왕(廣開土大王, 374~412?, 재위:391~412?)
- 왕비 : ?
  - 아들 : 장수왕 고거련(高巨連, 394~491 재위:412?~491)
    - 손자 : 고조다(高助多)

  - 아들 : 미상[4]
    - 손자 : 고승천(高升千)

### 장수왕
- 부왕 : 광개토왕(廣開土王, 374~412?, 재위:391~392 412/413)
- 모후 : ?
  - 아들 : 고조다(高助多)
    - 손자 : 문자명왕(文咨明王, ? ~519, 재위:491~519)

  - 아들 : 고승우(高升于)
  - 딸 : 횡성 고씨(橫城 高氏) 공주(이름 미상))[5]

### 문자명왕
- 조부 : 장수왕(長壽王, 394년 ~ 491년, 재위 : 412년[6] ~ 491년) - 고구려의 제 20대 왕.
- 조모 : ?
- 아버지 : 고조다(高助多) - 장수왕의 아들.
- 어머니 : 미상
  - 국왕 : 문자명왕(文咨明王, ? ~ 519년, 재위 : 491년 ~ 519년)
    - 아들 : 고흥안(高興安, ? ~ 531년, 재위 : 519년 ~ 531년) - 고구려 제 22대 안장왕.
    - 아들 : 고보연(高寶延, 501년 ~ 545년, 재위 : 531년 ~ 545년) - 고구려 제 23대 안원왕.[7]
    - 딸 : 안학공주 횡성 고씨(橫城 高氏) 고구려의 장군 을밀과 결혼

### 안장왕
- 부왕 : 문자명왕(文咨明王, ?~519 재위:491~519)
- 모후 : ?
  - 동생 : 고보연(高寶延) - 형 안장왕이 아들이 없이 죽자, 제23대 왕 안원왕에 즉위[8]
  - 왕비 : 왕후 한씨(王后 漢(韓)氏) - 한주(韓珠)
    - 아들 : 복귀군(福貴君) - 일본서기, 신찬성씨록에만 나타나는 인물
      - 손자 : 고부련(高夫連)

### 안원왕
- 부왕 : 문자명왕(文咨明王, ?~519 재위:491~519)
- 모후 : ?
  - 왕비 : 정부인(正夫人)
  - 후비 : 중부인(中夫人)
    - 아들 : 고평성(高平成, ? ~559 재위:545~559) - 제 24대 국왕 양원왕이 된다.

  - 후비 : 소부인(小夫人)
    - 아들 : 횡성 고씨(橫城 高氏) 이름이 기록이 되지 않음.

### 양원왕
- 부왕 : 안원왕(安原王, ?~545 재위:531~545)
- 모후 : 중부인(中夫人)
  - 국왕 : 양원왕(陽原王, ? ~559 재위:545~559)
  - 왕비 : ?
    - 아들 : 고양성(高陽成, 532 ~590 재위:559~590) - 제 25대 국왕 평원왕이 된다.

### 평원왕
- 부왕: 양원왕(陽原王, ? ~ 559 재위:545~559)
  - 국왕: 평원왕(平原王, 532 ~590 재위:559~590)
  - 부인 : ?
    - 장남: 고원(高元, ? ~618 재위:590~618)- 제 26대 영양왕이 된다.
    - 차남: 고건무(高建武, ? ~642 재위:618~642) - 제 27대 영류왕이 된다.
    - 3남: 고대양(高大陽) - 대양왕(大陽王). 보장왕의 아버지.
    - 장녀: 평강공주(平岡公主)
    - 사위: 온달(溫達, ? ~590)

### 영양왕
- 부왕 : 평원왕(平原王, 532 ~590) 재위:559~590)
- 모후 : ?
  - 국왕 : 영양왕(嬰陽王, ?~618) 재위:590~618)

### 영류왕
- 부왕 : 평원왕(平原王, 532~590 재위:559~590)
- 모후 : ?
  - 국왕 : 영류왕(榮留王, ? ~642 재위:618~642)
  - 왕비 : ?
    - 아들 : 고환권(高桓權)
    - 아들 : 고복덕(高福德) - 배래복덕, 《일본서기》와 《신찬성씨록》, 고마 가문의 족보에 등장한다.
    - 누나 : 평강공주

### 보장왕
- 아버지 : 고대양(高大陽)
- 어머니 : ?
  - 국왕 : 보장왕(寶臧王)
  - 왕비 : ?
    - 장남 : 고복남(高福男)
    - 며느리 : ?
      - 손자 : 고보원(高寶元)

    - 차남 : 고덕남(高德男)
    - 삼남 : 고임무(高任武)
    - 사남 : 고덕무(高德武)
    - 오남 : 고련(高連)
    - 아들 : 고인승(高仁承)
    - 아들 : 보덕왕(報德王)고안승(高安勝)
      - 손자 : 고진(高震)

    - 딸 : (?)공주
    - 사위 : 연정토
    - 아들(?) : 약광왕

## 후예

### 횡성 고씨
횡성 고씨(橫城 高氏)는 강원도 횡성군을 본관으로 하는 한국의 성씨이다. 시조는 동명성왕 고주몽이며, 중시조 고인승(高仁承)은 동명성왕 고주몽의 26대손이다. 영서 지방을 중심으로 전국에 1만여명이 있다. 1824년 횡성 고씨(橫城 高氏) 족보가 발견되어 시조가 고구려 시조 동명성왕임을 밝혔고, 고구려 마지막 왕인 보장왕의 둘째 아들 인승(仁勝)이 동국고씨(東國高氏)의 시조이고, 중시조 인승으로부터 12세 손인 민후(旻厚)가 횡성에 정착, 횡성 고씨(橫城 高氏)의 시조가 되었다는 것이다. 이어 1995년과 2004년 강원일보의 보도기사로 그 존재가 세상에 알려졌다.

### 요양 고씨
중국의 요양(遼陽) 고(高)씨는 고구려의 20대 왕인 장수왕의 후손으로, 요령성(遼寧城) 태안현(台安縣)의 한 작은 읍인 大高麗房鎭(대고려방진)에 2천여명이 있다.

### 고마씨
고마씨(高麗氏)는 일본에서 고구려 왕족을 조상으로 하는 도래 씨족으로 고마(高麗)를 성으로 한다. 가바네(姓)은 고키시(王) 또는 아손(朝臣). 668년 고구려가 멸망한 뒤, 약 1,799명의 고구려인이 일본으로 망명했다. 다이호(大寶) 3년(703년)에 일본 조정은 고구려의 왕족으로 여겨지는 고구려의 옛 사신 현무약광(玄武若光)에게 고마노고키시(高麗王)라는 카바네를 주었다. 덴표쇼호(天平勝寶) 2년(750년)에는 고구려 광개토왕의 5대 손 배내복덕의 후예 다카쿠라노 후쿠노부 등의 일족에게 고마노아손(高麗朝臣)의 카바네를 내렸는데, 아손이라는 카바네를 도래인에게 내리는 것은 당시 일본에서는 이례적인 것이었다. 그 뒤 후쿠노부는 다시 성을 다카쿠라(高倉)로 고쳤다. 또한 약광의 자손은 대대로 고마 신사의 궁사(宮司)를 맡아 오늘날까지 이어지고 있다. 동족으로는 고구려 안장왕의 3대 손을 시조로 하는 고마(狛)씨가 있고, 센고쿠 시대의 무장 고마 쓰네즈미(高麗經澄)가 있다.

## 같이 보기
- 한국의 역사
- 삼국 시대
- 태왕

### 내용주
1. ↑  광개토대왕 치세에 사용함

### 참조주
1. ↑  재사의 막내아들로 알려진 신대왕의 출생년도가 89년이다. 그러나 재사에 대해서는 주몽과 함께 온 개국공신 재사와 동일인이라는 설 혹은 후손이라는 설, 신채호의 조선상고사에 의하면 대무신왕의 후손이라는 설이 존재한다.
2. ↑  재사의 막내아들로 알려진 신대왕의 출생년도가 89년이다. 그러나 재사에 대해서는 주몽과 함께 온 개국공신 재사와 동일인이라는 설 혹은 후손이라는 설, 신채호의 조선상고사에 의하면 대무신왕의 후손이라는 설이 존재한다.
3. ↑  재사의 막내아들로 알려진 신대왕의 출생년도가 89년이다. 그러나 재사에 대해서는 주몽과 함께 온 개국공신 재사와 동일인이라는 설 혹은 후손이라는 설, 신채호의 조선상고사에 의하면 대무신왕의 후손이라는 설이 존재한다.
4. ↑  삼국사기 권 제 19 고구려 본기 제 7 문자명왕 원년 조. "遣從叔<升千>, 隨使者詣闕. 夏六月, 遣使入<魏>朝貢. 종숙 승천으로 하여금 사신을 따라 위나라 황제를 예방하게 하였다." 여기서 문자명왕의 종숙 승천은 문자명왕의 아버지 조다의 사촌을 의미한다. 따라서 광개토왕에게 거련말고 또 다른 아들이 있었음을 이 기록을 통해 분명히 알 수 있다.
5. ↑  북위의 풍태후가 그녀를 북위 헌문제의 후궁으로 삼고자 했으나, 장수왕은 공주가 결혼했다고 둘러대고 보내지 않았다.
6. ↑  장수왕의 즉위 시점과 관련하여 광개토왕릉비는 광개토왕의 사망연도를 412년, 삼국사기는 413년으로 기록하고 있다.
7. ↑  安臧在位十三年 薨 無嗣子 故卽位, 《삼국사기》고구려본기
8. ↑  安臧在位十三年 薨 無嗣子 故卽位, 《삼국사기》고구려본기
9. ↑  언중언 고구려 고씨, 강원일보 2004년 1월 29일 사설
10. ↑  [학술] "이것이 광개토대왕 얼굴"
11. ↑  장수왕 61대손 고붕씨 국내 대학서 석사과정